# سليمان الصولة
سليمان الصولة (1230 - 1317 هـ / 1814 - 1899 م) ولد في دمشق، وتوفي في القاهرة. تلقى علومه في مصر، وقرأ على علمائها، وبرع في العلوم العربية والآداب، ونظم الشعر وتفرد به.تردد بين دمشق والقاهرة مرتين، فقد ولد في دمشق، ودرس في الأزهر الشريف، وعاد إلى الشام مع حملة إبراهيم باشا، وبقي فيها نحو ثلاثين سنة اتصل فيها بالأمير عبد القادر الجزائري. قصد مصر للمرة الثانية عام 1883، فأقام فيها حتى خاتمة حياته. تقلد عدة وظائف في الدواوين المصرية.

## الإنتاج الشعري
- له ديوان سليمان بن إبراهيم الصولة - (ط1) - دار المعارف بمصر - القاهرة 1895 (يذكر الشاعر في مقدمة ديوانه أنه لا يحوي كل نظمه، وأنه أسقط الكثير فضلاً عما فقد بسبب الحرق والسرقة).

شعره تقليدي، وإن تنوعت موضوعاته، أخذ بالتشطير، والتخميس، والمعارضة لقصائد كبار الشعراء القدماء، يتسم بطول النفس، ويستخدم الصنعة البديعية، وجعل شعره وسيلة للتكسب وإرضاء الكبراء: مدحاً أو رثاءً، بالإضافة إلى الإخوانيات، وهناك القليل من شعر الغزل بأنواعه، ومجالس اللهو والشراب، الذي (ربما) دل على شيء من أوصاف نفسه وانفعالاته، وكشف عن موهبته في فن الوصف 

## الأعمال الأخرى
- له كتابان مفقودان:
  - حصن الوجود في عقائد اليهود (أو: حصن الوجود الواقي من خبث اليهود)
  - طبقات الدلال عند ربات الجمال، والاحتيال في تفضيل الرجال.